# Best of '98
Pour les articles homonymes, voir Best of.
Albums de C.C.Catch
Hear What I Say
(1989)
Singles
Best of '98 est le 7e album de la chanteuse allemande d'Eurodance C.C.Catch sorti le 8 décembre 1998. Cette compilation, incluant les versions originales de ses plus grands tubes et des remixes, marque le grand retour de la chanteuse en Allemagne et dans les pays de l'Est près de 10 ans après son dernier album.

## Titres
1. I Can Lose My Heart Tonigt '98 (Rap Version)
2. Soul Survivor '98
3. 'Cause you are young
4. Heartbreak Hotel
5. Strangers by Night
6. Heaven and Hell
7. Backseat of Your Cadillac
8. I Can Lose My Heart Tonight (New Vocal Version)
9. Soul Survivor '98
10. Jump in My Car
11. Are You Man Enough
12. Good Guys Only Win in Movies
13. Dancing in Shadows
14. House of Mystic Lights
15. Nothing But a Heartache
16. Summer Kisses
17. Soul Survivor
18. I Can Lose my Heart Tonight
19. C.C.Catch Megamix (Short Version)
20. C.C.Catch Megamix (Long Version)